# Episodi di Hotel (terza stagione)
La terza stagione della serie televisiva Hotel, composta da 25 episodi, è stata trasmessa per la prima volta negli Stati Uniti dal 25 settembre 1985 al 21 maggio 1986, posizionandosi al 22º posto nei rating Nielsen di fine anno con il 18,3% di penetrazione e con una media di 15 719 700 telespettatori.
| nº | Titolo originale          | Titolo italiano | Prima TV USA      | Prima TV Italia |
| -- | ------------------------- | --------------- | ----------------- | --------------- |
| 1  | Missing Pieces            |                 | 25 settembre 1985 |                 |
| 2  | Rallying Cry              |                 | 2 ottobre 1985    |                 |
| 3  | Imperfect Union           |                 | 9 ottobre 1985    |                 |
| 4  | Pathways                  |                 | 16 ottobre 1985   |                 |
| 5  | Second Offense            |                 | 30 ottobre 1985   |                 |
| 6  | Saving Grace              |                 | 4 dicembre 1985   |                 |
| 7  | Echoes                    |                 | 11 dicembre 1985  |                 |
| 8  | Celebrations              |                 | 18 dicembre 1985  |                 |
| 9  | Cry Wolf                  |                 | 25 dicembre 1985  |                 |
| 10 | Shadows of Doubt (Part 1) |                 | 8 gennaio 1986    |                 |
| 11 | Shadows of Doubt (Part 2) |                 | 15 gennaio 1986   |                 |
| 12 | Scapegoats                |                 | 22 gennaio 1986   |                 |
| 13 | Recriminations            |                 | 29 gennaio 1986   |                 |
| 14 | Child's Play              |                 | 5 febbraio 1986   |                 |
| 15 | Facades                   |                 | 12 febbraio 1986  |                 |
| 16 | Lovelines                 |                 | 19 febbraio 1986  |                 |
| 17 | Heroes                    |                 | 26 febbraio 1986  |                 |
| 18 | Harassed                  |                 | 5 marzo 1986      |                 |
| 19 | Triangles                 |                 | 12 marzo 1986     |                 |
| 20 | Hidden Talents            |                 | 19 marzo 1986     |                 |
| 21 | Hearts Divided            |                 | 2 aprile 1986     |                 |
| 22 | Changes of Heart          |                 | 9 aprile 1986     |                 |
| 23 | Promises to Keep          |                 | 30 aprile 1986    |                 |
| 24 | Separations               |                 | 14 maggio 1986    |                 |
| 25 | Horizons                  |                 | 21 maggio 1986    |                 |